# Милованово (Новосибирска област)
Милованово (на руски: Милованово) е село в Русия, в състава на Ордински район, Новосибирска област. Според преброяването през 2010 г. населението на селото е 80 души, от тях: 71 (88,75%) руснаци, 6 (7,50%) българи и 3 (3,75%) германци. В селото има две улици: „Береговая“ и „Молодьожная“.
Според преброяването през 2002 г. населението на селото е 108 души.

## География
Селото е разположено на десния бряг на Новосибирското водохранилище по река Об, а отсреща е разположен остров. На 2 км северно от селото протича река Сухая. На 4 км северно се намира село Чингис. В близост до Милованово села, разположени на отсрещния бряг на Новосибирското водохранилище, са Антоново, Уст Алеус и Спирино. Милованово е разположено по границата с Алтайския край.